# Mercedes (Vorname)
Mercedes ist ein weiblicher Vorname.

## Herkunft und Bedeutung des Namens
Es handelt sich um einen typisch spanischen Vornamen: Da in spanischsprachigen Ländern Maria als Vorname überaus häufig ist, wird oftmals durch eine Zusammensetzung ein Marientitel, also eine spezielle Begebenheit bzw. Eigenschaft der Gottesmutter hervorgehoben, in diesem Falle María de las Mercedes = „Maria voller Gnaden“. Der eigentliche Name Maria kann dabei oft ganz entfallen. Das spanische Wort merced heißt auf Deutsch so viel wie „Gnade“ oder auch „Barmherzigkeit“.

## Namenstag
- 12. Juni (Mercedes de Jesús Molina), 24. September

## Namensträgerinnen
- Mercedes de Acosta (1893–1968), US-amerikanische Schriftstellerin und Modedesignerin
- Mercedes Bunz (* 1971), deutsche Kulturwissenschaftlerin und Journalistin
- Mercedes Calderón (* 1965), kubanische Volleyballspielerin und -trainerin
- Mercedes Díaz García (* 1979), spanische Dirigentin
- Mercedes Echerer (* 1963), österreichische Schauspielerin
- Mercedes Gleitze (1900–1981), britische Schwimmerin
- Mercedes Helnwein (* 1979), österreichische bildende Künstlerin, Schriftstellerin und Video-Künstlerin
- Mercédès Jellinek (1889–1929), österreichische Namenspatin der Automobilmarken „Mercedes“ und „Mercedes-Benz“
- Mercedes Kaestner-Varnado (* 1992), US-amerikanische Wrestlerin
- Mercedes Lackey (* 1950), US-amerikanische Schriftstellerin
- Mercedes Lambre (* 1992), argentinische Schauspielerin
- Mercedes Mason (* 1982), schwedisch-US-amerikanische Schauspielerin
- Mercedes McCambridge (1916–2004), US-amerikanische Schauspielerin
- Mercedes Müller (* 1996), deutsche Schauspielerin und ehemalige Kickboxerin
- Mercedes Nicoll (* 1983), kanadische Snowboarderin
- Mercedes Pardo (Schauspielerin) (1888–1943), spanische Theaterschauspielerin
- Mercedes Pardo (Malerin) (1921–2005), venezolanische Malerin
- Mercedes Paz (* 1966), argentinische Tennisspielerin
- Mercedes Riederer (* 1952), deutsche Journalistin
- Mercedes Ruehl (* 1948), US-amerikanische Schauspielerin
- Mercedes Sosa (1935–2009), argentinische Volkssängerin indianischer Herkunft
- Mercedes Spannagel (* 1995), österreichische Schriftstellerin
- Mercedes Stieber (* 1974), ungarische Wasserballspielerin
- Mercedes Vostell (1933–2023), spanische Autorin und künstlerische Museumsleiterin

## Sonstiges
- Mercedes ist eine Nebenrolle in der Oper Carmen.
- Mercedes ist eine Nebenfigur in Der Graf von Monte Christo von Alexandre Dumas.
- Mercedes Colomar ist die weibliche Hauptfigur in dem 1998 erschienenen LucasArts-Adventure Grim Fandango.

## Varianten
- Mercédès (französisch)